# سبزه‌ها می‌سوزد
کوسا موئرو (به ژاپنی: 草燃える)؛ با ترجمه تحت‌الفظی سبزه‌ها می‌سوزد، نام یک مجموعه تلویزیونی تاریخی و هفدهمین سری از فیلم‌های مجموعه تلویزیونی تایگا است. این مجموعه ۵۱ قسمت دارد و توسط ان‌اچ‌کی در سال ۱۹۷۹ میلادی پخش شده‌است. داستان این مجموعه در مورد میناموتو نو یوریتومو یک فرمانده نظامی از خاندان میناموتو و بنیانگذار شوگون‌سالاری کاماکورا و همسرش هوجو ماساکو و فرزندان آنان است.